# Bockholm, Finström
Bockholm är en holme i Orrfjärden i Finströms kommun på Åland. Holmen ligger strax öster om Bastö från vilken den skiljs av ett cirka 60 meter brett och delvis igenvuxet sund.
Öns area är 3 hektar och dess största längd är 350 meter i nord-sydlig riktning. Terrängen på Bockholm är platt och skogig. Stränderna är grunda och vassiga. Bockholm är obebyggd. Närmsta bebyggelse finns på Ekudden på Bastö cirka 250 meter åt nordväst.